# اشکمپ (کنتاکی)
اشکمپ (به انگلیسی: Ashcamp) یک منطقهٔ مسکونی در ایالات متحده آمریکا است که در شهرستان پایک، کنتاکی واقع شده‌است. اشکمپ ۳۲۸٫۸۸ متر بالاتر از سطح دریا واقع شده‌است.